# Gráivoron
Gráivoron (en ruso: Гра́йворон) es una ciudad rusa, capital del raión homónimo en la óblast de Bélgorod. Se ubica a orillas del río Vorskla —un afluente del Dniéper— muy cerca de la frontera con Ucrania.
En 2021, la ciudad tenía una población de 6179 habitantes. Desde 2018 es sede de un ókrug urbano, por lo que su ayuntamiento extiende su jurisdicción sobre todo el territorio del raión del que es capital. Su territorio municipal anterior a 2018, que se conserva como división únicamente administrativa (desconcentración), incluye como pedanía el pueblo (seló) de Lúgovka.

## Historia
Se fundó en 1678 y obtuvo el estatus o categoría de ciudad en 1838.

## Nativos famosos
- Vladímir Shújov (1853-1939), uno de los más importantes ingenieros europeos. Lidera junto con Buckminster Fuller, Frei Otto y Frank Gehry la vanguardia en arquitectura de formas orgánicas.